# Шерман (Техас)
Шерман (англ. Sherman) — город в США, расположенный в северо-восточной части штата Техас. Город является административным центром округа Грейсон. Население — 38 521 человек по данным переписи 2010 года, по оценке Бюро переписи США в 2018 году в городе проживало 41 149 человек.

## История

Шерман в 1891 году

Город назван в честь героя техасской революции генерала Сидни Шермана. 17 марта 1846 года был создан округ Грейсон, а сообщество Шерман получило статус центра округа. Изначально запланированный в самом центре округа, город был передвинут на 5 километров к востоку в 1848 году. Город располагался на пути почтовых дилижансов службы Butterfield Overland Mail. К 1852 году население Шермана составляло примерно 300 человек. Город состоял из центральной площади, деревянного здания окружного суда, нескольких предприятий, офиса клерка района и церкви.
В 1850-х и 1860-х годах Шерман продолжал активно развиваться и участвовать в региональной политике. В 1861 году была построена первая мельница. В 1862 году в городе произошло громкое убийство издателя газеты вигов The Patriot. Во время и после гражданской войны в городе периодически появлялись банды Джесси Джеймса и Уильяма Куантрилла. После войны Джеймс провёл по крайней мере часть медового месяца в Шермане.
Также в те годы активно развивалась сфера образования в регионе. В 1866 году под патронажем методистской конференции северного Техаса была открыта частная старшая школа Sherman Male and Female High School. Она стала третьей частной школой в городе. Школа под разными именами, в том числе колледж Кидд-Ки просуществовала до 1935 года. После открытия в 1915 году Южного методистского университета школа постепенно стала терять поддержку методистов. В 1876 году в Шерман из Хантсвилла перебазировался старейший их постоянно работающих колледжей, колледж Остина. В 1877 году при поддержке баптистов в городе открылся женский институт Шермана, позже получивший название колледж Мэри Нэш. В 1901 году он был продан колледжу Кидд-Ки. С 1894 по 1929 годы в городе также функционировал женский колледж Карра-Бердетт при поддержке движения Учеников Христа. Несмотря на отсутствие воскресной школы, евреи также были широко представлены в регионе.
Несмотря на общую депрессию и беззаконие во времена Реконструкции, в Шермане продолжала развиваться коммерческая деятельность. В 1870-х годах население города достигло 6000 человек. В 1875 году произошло два крупных пожала, уничтоживших много зданий к востоку от главной площади города, включая здание суда округа Грейсон. Здания были восстановлены с использованием лучших материалов. В 19879 году была организована ассоциация старожилов северного Техаса, которая провела первую встречу в Шермане. Ассоциация старожилов округа Грейсон была включена в их состав в 1898 году, а в 1909 году на деньги ассоциации была куплена земля для парка.
15 мая 1896 года один из серии смерчей силой F5 по шкале Фудзиты обрушился на Шерман. Разрушительный путь смерча составлял до 370 метров в ширину и 45 километров в длину, погибло 73 человека, ранено 200. Около 50 домов были повреждены, из них 20 были разрушены полностью.
В 1901 году между Шерманом и Денисоном была построена первая в Техасе электрифицированная железная дорога. 1908 году компания Texas Traction завершила строительство 105-километрового участка между Далласом и Шерманом, а в 1911 году выкупила дорогу до Денисона. Таким образом, с пересадками в Далласе или Денисоне можно было добраться до таких городов, как Террелл, Корсикана, Уэйко, Форт-Уэрт, Клиберн, Дентон в Техасе, а также до города Дьюрант в Оклахоме. В 1948 году все междугородние пассажирские перевозки в Техасе были прекращены.
9 мая 1930 года в Шермане произошел один из самых жестоких случаев расовой дискриминации начала великой депрессии. В то время, когда в окружном суде слушалось дело против темнокожего Джорджа Хьюза об изнасиловании молодой девушки, здание подожгли. Хьюз, запертый в здании суда, не смог выбраться и сгорел. После этого его тело вытащили из сгоревшего здания, привязали за автомобилем и протащили его некоторое расстояние, после чего повесили и подожгли. 9 и 10 мая по приказу губернатора Техаса в город была введена национальная гвардия.

## География
Координаты Шермана: 33°37′40″ с. ш. 96°37′15″ з. д..
Согласно данным бюро переписи США, площадь города составляет 118,2 квадратных километров, из которых 118 км2 занято сушей, а 0,2 км2 — водная поверхность

### Климат
| Показатель                    | Янв. | Фев. | Март | Апр. | Май | Июнь | Июль | Авг. | Сен. | Окт. | Нояб. | Дек. | Год |
| ----------------------------- | ---- | ---- | ---- | ---- | --- | ---- | ---- | ---- | ---- | ---- | ----- | ---- | --- |
| Абсолютный максимум, °C       | 30   | 31   | 35   | 34   | 41  | 41   | 42   | 45   | 41   | 37   | 30    | 31   | 45  |
| Средний суточный максимум, °C | 11   | 13   | 18   | 23   | 27  | 32   | 35   | 35   | 31   | 25   | 18    | 13   | 23  |
| Средняя температура, °C       | 5    | 7    | 12   | 17   | 21  | 26   | 29   | 28   | 24   | 18   | 12    | 7    | 17  |
| Средний суточный минимум, °C  |      | 2    | 6    | 11   | 16  | 21   | 23   | 22   | 18   | 12   | 6     | 2    | 12  |
| Абсолютный минимум, °C        | −18  |      | −13  | −2   | 2   | 10   | 13   | 13   | 2    | −5   | −8    | −13  | −18 |
| Норма осадков, мм             | 50   | 60   | 70   | 110  | 120 | 80   | 80   | 70   | 70   | 80   | 60    | 60   | 960 |
| Источник: weatherbase.com     |      |      |      |      |     |      |      |      |      |      |       |      |     |

## Население
Согласно переписи населения 2010 года, в 2010 году в городе проживали 38 521 человек, 14 805 домохозяйств, 9442 семьи. Расовый состав города: 71,6 % — белые, 11,1 % — чернокожие, 1,4 % — коренные жители США, 1,7 % — азиаты, 0,0 % (13 человек) — жители Гавайев или Океании, 10,6 % — другие расы, 3,6 % — две и более расы. Число испаноязычных жителей любых рас составило 20,5 %.
Из 14 805 домохозяйств, в 30,1 % проживают дети младше 18 лет. В 43,6 % случаев в домохозяйстве проживают женатые пары, 14,7 % — домохозяйства без мужчин, 36,2 % — домохозяйства, не составляющие семью. 29,8 % домохозяйств представляют из себя одиноких людей, 11,4 % — одиноких людей старше 65 лет. Средний размер домохозяйства составляет 2,51 человека. Средний размер семьи — 3,12 человека.
29,2 % населения города младше 20 лет, 29,1 % находятся в возрасте от 20 до 39, 28,6 % — от 40 до 64, 13,2 % — 65 лет и старше. Средний возраст составляет 33,2 года.
Согласно данным пятилетнего опроса 2018 года, средний доход домохозяйства в Шермане составляет 46 940 долларов США в год, средний доход семьи — 56 206 долларов. Доход на душу населения в городе составляет 23 199 долларов США. Около 16 % семей и 18,5 % населения находятся за чертой бедности. В том числе 28,9 % в возрасте до 18 лет и 9,9 % в возрасте 65 и старше.

## Образование

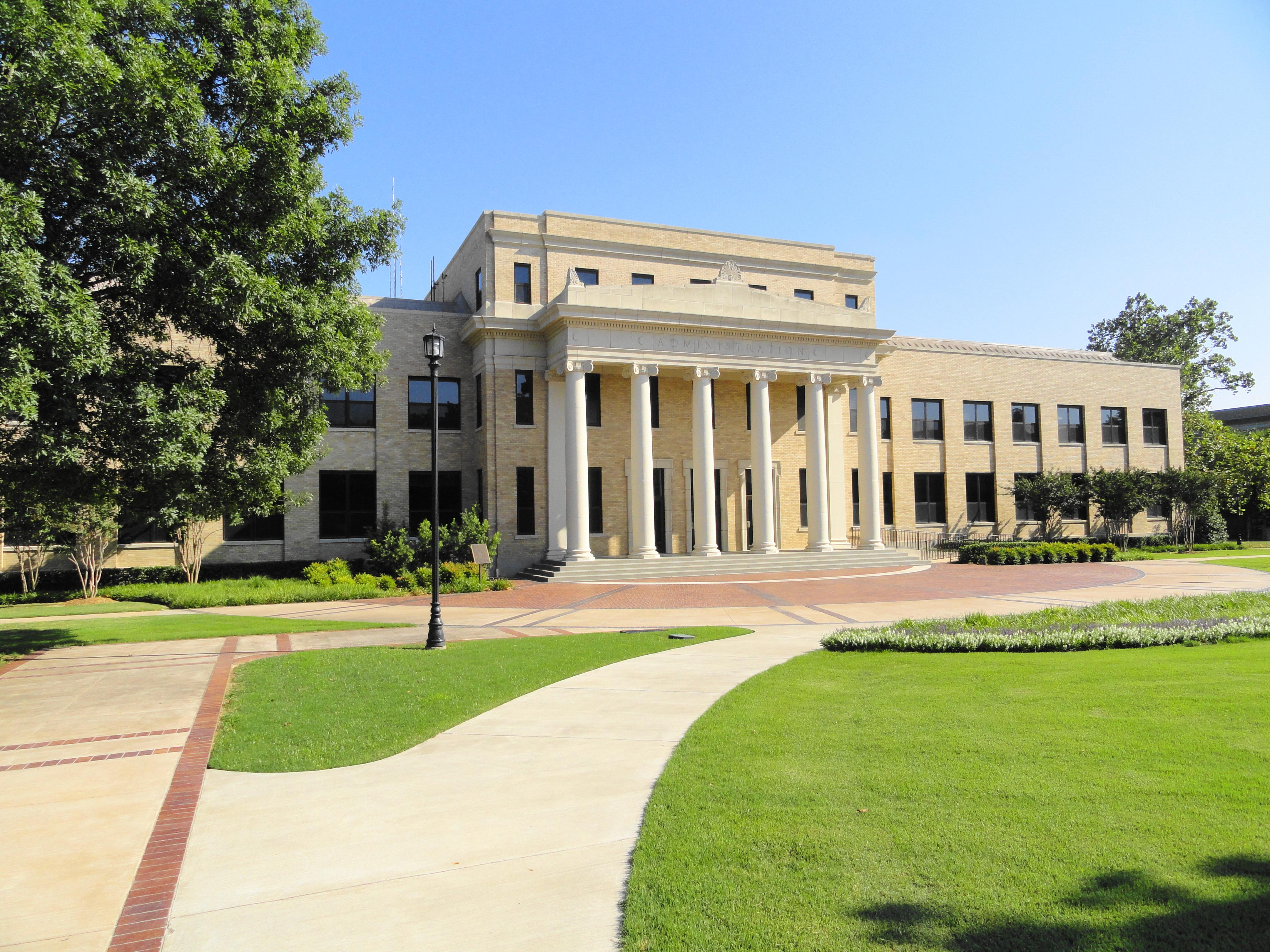
Административное здание на территории колледжа Остина

Город преимущественно обслуживается независимым школьным округом Шерман. Некоторые части города относятся к независимым округам Денисон и Хоу.
Частный пресвитерианский гуманитарный колледж Остина переехал в город в 1876 году. Основанный в 1849 году, он является старейшим колледжем непрерывно работавшим под своим изначальным именем. Колледж округа Грейсон, находящийся в соседнем Денисоне, располагает филиалом в Шермане.

## Экономика
Согласно ежегодному финансовому отчёту города за финансовый год 2012—2013, крупнейшими работодателями являются:
| #  | Работодатель                                     | Число работников |
| -- | ------------------------------------------------ | ---------------- |
| 1  | Tyson Fresh Meats                                | 1450             |
| 2  | Независимый школьный округ Шерман                | 1100             |
| 3  | Госпиталь Texas Health Presbyterian Hospital-WNJ | 1000             |
| 4  | Texas Instruments                                | 900              |
| 5  | Округ Грейсон                                    | 530              |
| 6  | Wal-Mart                                         | 450              |
| 7  | Город Шерман                                     | 400              |
| 8  | Fisher Controls (Emerson Proc Mgt)               | 400              |
| 9  | West Asset Management                            | 350              |
| 10 | Колледж Остина                                   | 320              |